# SSV Stötteritz
Der SSV Stötteritz ist ein deutscher Sportverein aus dem Leipziger Ortsteil Stötteritz. Heimstätte des Vereins ist das Südost-Stadion, welches 10.000 Zuschauern Platz bietet.

## Sektion Fußball
Die Fußballabteilung des SSV Stötteritz entstand im Jahr 1911 innerhalb des 1892 gegründeten Turnerbundes Stötteritz, trat aber in der Folgezeit als Arbeiter Turn- und Sportverein Stötteritz in Erscheinung. 1924 fusionierte Stötteritz mit der Freien Turnerschaft Südost Leipzig zum VfL Leipzig Stötteritz, später trat der Verein auch unter der Bezeichnung VfL Leipzig-Südost an.

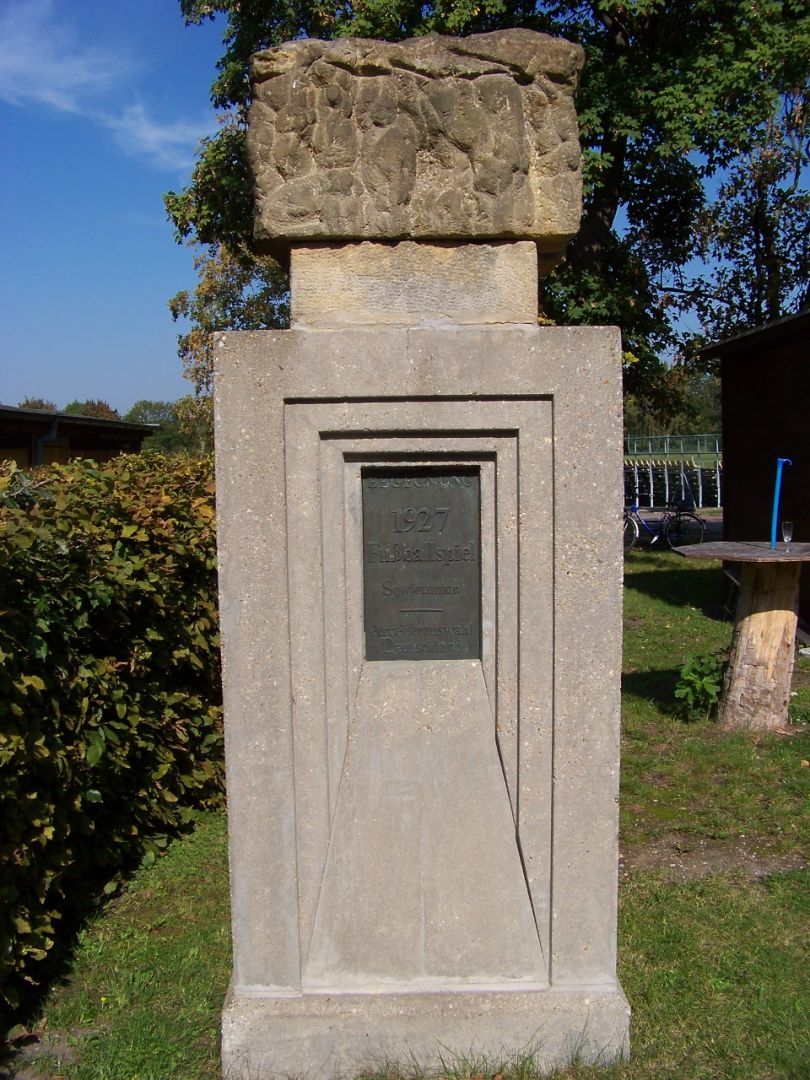
Erinnerung an ein Fußballspiel 1927 gegen eine sowjetische Mannschaft

Auf sportlicher Ebene stellte der sächsische Arbeiterverein neben dem Dresdner SV 1910 eine der erfolgreichsten Mannschaften in der Meisterschaft des Arbeiter-Turn- und Sportbundes. Anfang der zwanziger Jahre gewannen die Leipziger dreimal die ATSB-Bundesmeisterschaft, in der sie sich im Finale jeweils gegen Nordiska Berlin, BV Kassel 06 sowie Alemannia 22 Berlin durchsetzen konnten. Ein Stein erinnert an ein Spiel einer deutschen Arbeiterauswahl gegen eine sowjetische Mannschaft im Jahr 1927.
Mit der Machtergreifung der Nationalsozialisten wurde der VfL Südost aufgelöst. Die Mannschaft trat zum Großteil dem SV Südost bei.
1945 wurde der Verein als SG Stötteritz neu gegründet. Die Sportgemeinschaft agierte bis 1947 in der Leipziger Stadtliga, welche leistungsmäßig zum damaligen Zeitpunkt mit der Berliner Stadtliga vergleichbar war. Den Sprung in die 1952 geschaffene Bezirksliga Leipzig verpasste Stötteritz. In der Folgezeit fanden mehrere Umbenennungen statt, die BSG trat als Stern Südost Leipzig, Mechanik Südost Leipzig, sowie als Motor Südost Leipzig an. 1956 wurde eine Fusion zwischen Südost und Motor Stötteritz zur BSG Motor Stötteritz vollzogen. Die BSG spielte im DDR-Fußball keine Rolle im höherklassigen Fußball und bewegte sich lediglich auf Bezirksklassenniveau. Seit 1990 spielt der Verein unter der Bezeichnung SSV Stötteritz. Die aktuelle Spielklasse ist nach dem Abstieg 2015 die Kreisliga A Leipzig.

## Erfolge
- ATSB-Bundesmeister 1921, 1922, 1923

## Personen
- Horst Wolf (Judoka), war Mitglied und Judotrainer der BSG Motor Südost Leipzig. 1951 wurde er als Trainer und Aktiver mit der Judo-Mannschaft der BSG Motor Südost Leipzig Sächsischer Landesmeister und DDR-Vizemeister.
- Rudolf Krause
- Alfred Kunze
- Nora Reiche
- Jörg Berger, 3 Spiele für die DDR-Junioren-Fußballnationalmannschaft 1962–1963